# Nee'lhsowkot-kiiyaahaang
Nee'lhsowkot-kiiyaahaang (Nee'lhsowkii'-kiiyaahaang), banda Kato Indijanaca, porodica Athapaskan, iz sjeverozapadne Kalifornije, poznata i kao Mud Springs Creek banda. Ova banda živjela je na Mud Springs Creeku, a poznata su dva njihova sela: Daa'lhgailai', "Dogwood Peak"; i Nee'lhsowchii', "Blue Mud Creek-mouth". 

## Vanjske poveznice
- Cahto Band Names